# The Last of Us (televizijska serija)
The Last of Us američka je televizijska serija autora Craig Mazin i Neil Druckmann, serija je bazirana na temelju istoimene videoigre iz 2013. godine koju je razvio Naughty Dog, serija prati Joela kojeg glumi Pedro Pascal, krijumčara zaduženog za pratnju tinejdžerice Ellie koju glumi Bella Ramsey, preko postapokaliptičnih Sjedinjenih Država. Serije je počela 15. siječnja 2023. na HBO-u i HBO Maxu.
HBO je 27. siječnja 2023. obnovio seriju za drugu sezonu, koja će premijerno početi 13. travnja 2025., u Hrvatskoj dan kasnije, 14. travnja 2025.

## Radnja
Radnja se odvija 20 godina nakon što je brutalna pandemija uzrokovana Cordycepsom, gljivicom koja pretvara ljudska bića u čudovišta slična zombijima. Glavni lik, Joel, je cinik 50-godišnji tajni preprodavač koji je izgubio svaku nadu u ljudsku vrstu. On je prisiljen putovati kroz Sjedinjene Države sa Ellie, 14-godišnjom djevojčicom koja nikada nije živjela izvan zone karantene. Ono što je trebalo biti jednostavno i brzo dostavljanje postaje dug i opasan put koji će promijeniti njihove živote zauvijek.

## Pregled serije
Serije se premijerno prikazuje istovremeno na HBO i Maxu
| Sezona | Sezona | Broj Epizoda | SAD prikazivanje HBO | SAD prikazivanje HBO | Hrvatsko prikazivanje HBO | Hrvatsko prikazivanje HBO |
| Sezona | Sezona | Broj Epizoda | Premijera sezone     | Finale sezone        | Premijera sezone          | Finale sezone             |
| ------ | ------ | ------------ | -------------------- | -------------------- | ------------------------- | ------------------------- |
|        | 1.     | 9            | 15. siječnja 2023.   | 13. ožujka 2023.     | 16. siječnja 2023.        | 14. ožujka 2023.          |
|        | 2.     | 7            | 13. travnja 2025.    | 25. svibnja 2025.    | 14. travnja 2025.         | 26. svibnja 2025.         |

### Sezona 1 (2023.)
| Br. u seriji | Br. u sezoni | Naslov                                                 | Redatelj       | Scenarist                    | Originalno prikazivanje | Hrvatsko prikazivanje |
| ------------ | ------------ | ------------------------------------------------------ | -------------- | ---------------------------- | ----------------------- | --------------------- |
| 1.           | 1.           | "Izgubljeni u tami" "When You're Lost in the Darkness" | Craig Mazin    | Craig Mazin & Neil Druckmann | 15. siječnja 2023.      | 16. siječnja 2023.    |
| 2.           | 2.           | "Dečko u prodavaonici slatkiša" "Zaraženi"             | Neil Druckmann | Craig Mazin                  | 22. siječnja 2023.      | 23. siječnja 2023.    |
| 3.           | 3.           | "Dugo, dugo vrijeme" "Peter Hoar"                      | Monica Raymund | Craig Mazin                  | 29. siječnja 2023.      | 30. siječnja 2023.    |
| 4.           | 4.           | "Drži me za ruku, molim te" "Please Hold My Hand"      | Jeremy Webb    | Craig Mazin                  | 6. veljače 2023         | 7. veljače 2023       |
| 5.           | 5.           | "Izdrži i preživi" "Endure and Survive"                | Jeremy Webb    | Craig Mazin                  | 13. veljače 2023.       | 14. veljače 2023.     |
| 6.           | 6.           | "Rodbina" "Kin"                                        | Jasmila Žbanić | Craig Mazin                  | 20. veljače 2023.       | 21. veljače 2023.     |
| 7.           | 7.           | "Ostavljeni" "Left Behind"                             | Liza Johnson   | Neil Druckmann               | 27. veljače 2023.       | 28. veljače 2023.     |
| 8.           | 8.           | "Kad smo u nevolji" "When We Are un Need"              | Ali Abbasi     | Craig Mazin                  | 6. ožujka 2023.         | 7. ožujka 2023.       |
| 9.           | 9.           | "Potraži svjetlo" "Look for the Light"                 | Ali Abbasi     | Craig Mazin & Neil Druckmann | 13. ožujka 2023.        | 14. ožujka 2023.      |

1. ↑  Epizoda je objavljena na HBO Maxu i HBO on Demand 10. veljače 2023., prije emitiranja na televiziji kako bi se izbjegao sukob sa Super Bowlom LVII. U Hrvatskoj također je izašla 10. veljače na HBO Maxu, a na televiziji 14. veljače.[4]

### Sezona 2 (2025.)
| Br. u seriji | Br. u sezoni | Naslov                                  | Redatelj           | Scenarist                                   | Originalno prikazivanje | Hrvatsko prikazivanje |
| ------------ | ------------ | --------------------------------------- | ------------------ | ------------------------------------------- | ----------------------- | --------------------- |
| 10.          | 1.           | "Budići dani" "Future Days"             | Craig Mazin        | Craig Mazin                                 | 13. travnja 2025.       | 14. travnja 2025.     |
| 11.          | 2.           | "Kroz dolinu" "Through the Valley"      | Mark Mylod         | Craig Mazin                                 | 20. travnja 2025.       | 21. travnja 2025.     |
| 12.          | 3.           | "Put" "The Path"                        | Peter Hoar         | Craig Mazin                                 | 27. travnja 2025.       | 28. travnja 2025.     |
| 13.          | 4.           | "Prvi dan" "Day One"                    | Kate Herron        | Craig Mazin                                 | 4. svibnja 2025.        | 5. svibnja 2025.      |
| 14.          | 5.           | "Osjeti njezinu ljubav" "Feel Her Love" | Stephen Williams   | Craig Mazin                                 | 11. svibnja 2025.       | 12. svibnja 2025.     |
| 15.          | 6.           | "Cijena" "The Price"                    | Neil Druckmann     | Neil Druckmann & Halley Gross & Craig Mazin | 18. svibnja 2025.       | 19. svibnja 2025.     |
| 16.          | 7.           | "Konvergencija" "Convergence"           | Nina Lopez-Corrado | Neil Druckmann & Halley Gross & Craig Mazin | 25. svibnja 2025.       | 26. svibnja 2025.     |

## Glumačka postava

### Glavna
- Pedro Pascal kao Joel, preživljeli koji se muči traumom iz svoje prošlosti. Joel ima zadatak prokrijumčariti mladu djevojku iz karantenske zone, a na kraju i diljem Sjedinjenih Država.
- Bella Ramsey kao Ellie, 14-godišnjakinja koja pokazuje prkos i ljutnju, ali ima potrebu za srodstvom i pripadnošću. Imuna je na infekciju mozga Cordyceps i može biti ključ za stvaranje cjepiva. U skladu s igrama, lik je lezbijka.
- Gabriel Luna kao Tommy (sezona 2; gostujuć u 1. sezoni), Joelov mlađi brat i bivši vojnik koji održava idealizam u nadi za bolji svijet. U videoigrama Tommyja glumi Jeffrey Pierce.
- Isabela Merced kao Dina (seazona 2)
- Young Mazino kao Jesse (seazona 2)

- Pedro Pascal
- Bella Ramsey

### Gosti

#### Sezona 1
- Anna Torv kao Tess, preživljela i Joelov partner. U prvoj videoigri Tessu glumi Annie Wersching.
- Nico Parker kao Sarah, Joelova kćer. U prvom dijelu videoigre Saru glumi Hana Hayes.
- John Hannah kao Dr. Neuman, epidemiolog koji izdaje upozorenje o prijetnji gljivica.
- Merle Dandridge kao Marlene, šefica Krijesnica (Fireflies), pokreta otpora koji se nada da će dobiti slobodu od vojske. Dandridge ponavlja svoju ulogu iz videoigara.
- Murray Bartlett kao Frank, preživjeli koji živi u izoliranom gradu s Billom. U prvom dijelu videoigre Franka se nakratko vidi, bez dijaloga.
- Nick Offerman kao Bill, preživjeli koji živi s Frankom. U prvom dijelu videoigre Billa glumi W. Earl Brown.
- Melanie Lynskey kao Kathleen, vođa revolucionarnog pokreta u Kansas Cityju. Kathleen je izvorni lik.
- Lamar Johnson kao Henry, skriva se od revolucionarnog pokreta u Kansas Cityju sa svojim mlađim bratom Samom. U prvom dijelu videoigre Henryja glumi Brandon Scott, a njegove scene odvijaju se u Pittsburghu.
- Keivonn Woodard kao Sam, gluho, umjetničko dijete koje love nasilni revolucionari zajedno sa svojim bratom Henryjem. U prvom dijelu videoigre Sama glumi Nadji Jeter.
- Graham Greene kao Marlon, živi sa suprugom Florencom u divljini Wyominga. Marlon je izvorni lik za televizijsku seriju.
- Elaine Miles kao Florence, živi sa suprugom Marlonom. Florence je izvorni lik za televizijsku seriju.
- Storm Reid kao Riley Abel, djevojčica bez roditelja koja odrasta u postapokaliptičnom Bostonu. Riley se izvorno pojavjuje u dodatnom paketu sadržaja koji se može preuzeti za prvi dio videoigre, The Last of Us: Left Behind, u kojoj je glumi Yaani King.
- Scott Shepherd kao David, propovjednik koji je vođa kanibalističkog kulta. U prvoj dijelu videoigre Davida glumi Nolan North.
- Troy Baker kao James, viši član grupe doseljenika. Baker je prethodno glumio Joela u videoigrama, dok je Jamesa u prvom dijelu videoigre glumio Reuben Langdon. [60]
- Jeffrey Pierce kao Perry, pobunjenik u karantenskoj zoni. Pierce je prethodno glumio Tommyja u videoigrama. Perry je izvorni lik u seriji.
- Ashley Johnson kao Anna, Ellieina majka, usamljena trudnica prisiljena roditi pod zastrašujućim okolnostima. Johnson je prethodno glumila Ellie u video igrama.
- Rutina Wesley kao Maria, vođa nagodbe u Jacksonu, Wyoming. U igrama Mariju igra Ashley Scott.

#### Sezona 2
- Kaitlyn Dever kao Abby
- Robert John Burke kao Seth
- Spencer Lord kao Owen
- Tati Gabrielle kao Nora
- Ariela Barer kao Mel
- Danny Ramirez kao Manny
- Noah Lamanna kao Kat
- Catherine O'Hara kao Gail
- Jeffrey Wright kao Isaac Dixon
- Joe Pantoliano kao Eugene
- Alanna Ubach kao Hanrahan
- Ben Ahlers kao Burton
- Hettienne Park kao Elise Park

## Produkcija

### Razvoj
Nakon objavljivanja videoigre studija Naughty Dogs, The Last of Us 2013. najavljene su dvije filmske adaptacije: dugometražni igrani film Neila Druckmanna i produkcija Sama Raimija, i animirani kratki film u produkciji Sonyja; Ali oba projekta nikada nisu realizirana.
U ožujku 2020. HBO je najavio televizijsku seriju temeljenu na igri koju će producirati Sony Pictures Television, PlayStation Productions i Naughty Dog. The Last of Us je dobio zeleno svijetlo u studenom 2020.
Serija je najveća televizijska produkcija u kanadskoj povijesti, za koju se očekuje da će Alberti ostvariti više od 200 milijuna dolara prihoda. Nekoliko izvora navodi da je proračun između 10 i 15 milijuna dolara po epizodi; Filmska komisija Calgaryja smatrala je da je kreativni tim djelomično odabrao Albertu zbog vladine odluke 2021. da ukloni porezne odbitke postavljene na 10 milijuna dolara po projektu. Kanadski sindikat umjetnika IATSE 212 priopćio je kako je produkcija dovela do povećanja članstva u sindikatima i zaposlenosti za 30 posto. U srpnju 2021. godine Mazin je izjavio da se prva sezona sastojala od deset epizoda.  Tijekom studenog 2022. potvrđeno je devet epizoda. Mazin je sugerirao da je druga sezona vjerojatna ako prva bude dobro prihvaćena. Prva sezona prati događaje iz prvog dijela videigre i njezinog dodatnog sadržaja za skidanje: "The Last of Us: Left Behind". Druckmann i Mazin sugerirali su da će se druga sezona baviti nastavkom, The Last of Us Part II, kako bi se izbjegli filleri, iako Mazin vjeruje da drugi dio treba više od jedne sezone. Ako ne žele da serija nadilazi pripovijedanje videoigara. HBO je 27. siječnja 2023. obnovio seriju za drugu sezonu.

### Snimanje
Snimanje serije započelo je u Calgaryju 12. srpnja 2021., a završilo 10. lipnja 2022.

### Glazba
Glazbenu podlogu serije skladao je Gustavo Santaolalla, skladatelj glazbe videoigre.

## Promocija
Prve slike objavljene su u najavi HBO Maxa tijekom prve epizode Zmajeve kuće 21. kolovoza 2022. Prva najava predstavljena je 26. rujna na The Last of Us Day, godišnjici posvećenoj istoimenoj videoigri. Službeni trailer objavljen je 3. prosinca 2022. na CCXP-u.

## Distribucija
Serija je premijerno prikazana istovremeno na HBO-u i HBO Maxu 15. siječnja 2023., odnosno 16. siječnja u Hrvatskoj.
Prva epizoda dobila je svjetsku premijeru u Westwoodu u Kaliforniji 9. siječnja 2023., nakon čega je uslijedila kazališna projekcija u Budimpešti 11. siječnja, New Yorku sljedećeg dana.
U Hrvatskoj se pretpremijera održala 12. siječnja u Zagrebu.

## Vanjske poveznice
- Službena stranica na hbo.com (engl.)
- The Last of Us u internetskoj bazi filmova IMDb-a (engl.)